# Khu chế xuất
Khu chế xuất là khu công nghiệp đặc biệt chỉ dành cho việc sản xuất, chế biến những sản phẩm để xuất khẩu ra nước ngoài hoặc dành cho các loại doanh nghiệp hoạt động trong lĩnh vực dịch vụ liên quan đến hoạt động xuất-nhập khẩu tại khu vực đó với các ưu đãi về các mức thuế xuất-nhập khẩu hay các ưu đãi về giá cả thuê mướn mặt bằng sản xuất, thuế thu nhập cũng như cắt giảm tối thiểu các thủ tục hành chính. Khu chế xuất có vị trí, ranh giới được xác định từ trước, có các cơ sở hạ tầng như điện, nước, đường giao thông nội khu sẵn có và không có dân cư sinh sống. Điều hành, quản lý hoạt động chung của khu chế xuất thường do một Ban quản lý khu chế xuất điều hành.

## Mục tiêu
Mục đích chính của nó là để nâng cao kim ngạch xuất khẩu của các nước đang phát triên, bù đắp bớt một phần thâm hụt trong cán cân thanh toán. Nó còn có mục đích là thu hút vốn đầu tư nhằm giải quyết công ăn việc làm cho lực lượng lao động còn khá dồi dào vào các ngành nghề với định hướng xuất khẩu.

## Quản lý xuất-nhập khẩu
Quan hệ trao đổi hàng hoá giữa các doanh nghiệp ngoài khu chế xuất với các doanh nghiệp chế xuất được coi là quan hệ xuất khẩu-nhập khẩu, nên phải thực hiện các quy định của pháp luật về xuất khẩu- nhập khẩu hàng hoá nói chung và phải khai báo, làm thủ tục hải quan.

## Khu chế xuất và khu kinh tế mở
Ở nhiều khía cạnh, các khu chế xuất gần giống như các khu kinh tế mở, do đều là các ưu đãi nhất định nhằm mục tiêu phát triển kinh tế của quốc gia. Tuy nhiên, chúng không hoàn toàn giống nhau như nhiều người vẫn lầm tưởng. Khu chế xuất nhằm mục tiêu chính là xuất khẩu, trong khi khu kinh tế mở không những nhằm mục tiêu xuất khẩu mà còn tạo các điều kiện ưu đãi cho các doanh nghiệp với định hướng vào thị trường nội địa. Nói chung, các khu kinh tế mở thường hay được lập ra tại các khu vực ít thuận lợi nhất nhằm mở mang, phát triển kinh tế tại khu vực đó, còn các khu chế xuất thường nằm tại các khu vực thuận tiện cho xuất-nhập khẩu, tức là gần với cảng hàng không hay cảng biển.

## Hiện tại
Năm 2002 có khoảng 43 triệu người làm việc trong khoảng 3.000 khu chế xuất tại 116 quốc gia và vùng lãnh thổ. Các mặt hàng chủ lực trong các khu chế xuất hiện nay là quần áo, giày dép, đồ điện tử và đồ chơi.